# Split Second
Split Second is een Britse film uit 1992 van regisseurs Tony Maylam en Ian Sharp.

## Verhaal
Het is het jaar 2008. De keiharde politieman Harley Stone onderzoekt een reeks gruwelijke moorden. Een moordenaar, die ook verantwoordelijk is voor de dood van Stone's partner, terroriseert een half ondergelopen Londen. Samen met de jonge agent Durkin gaat Stone op jacht naar deze beestachtige moordenaar.

## Rolbezetting
Hoofdrollen
| Acteur             | Personage    |
| ------------------ | ------------ |
| Rutger Hauer       | Harley Stone |
| Neil Duncan        | Dick Durkin  |
| Kim Cattrall       | Michelle     |
| Pete Postlethwaite | Paulsen      |